# クラックス
『クラックス』(KLAX) は、1990年にアタリから稼働されたアーケード用落ち物パズルである。
画面奥から転がってくるタイルをパドルで受け止め、5×5のフィールドに並べて消していくシステムとなっている。タイルを受け損なったり、消し切れずフィールドがすべて埋まってしまうとゲームオーバーとなる。各ステージには、それぞれの課題が設定されており、これをクリアする事で先へと進める仕組みになっている。
日本ではナムコ（現バンダイナムコ）がアーケード版を輸入し販売、稼働していた。
1990年に欧州では各種ホビーパソコンに移植され、北米ではAtari 2600、日本ではPCエンジン、メガドライブ、ファミリーコンピュータなどの家庭用ゲーム機や、PC-8801、PC-9801、X68000などのパソコンに移植された。また、日本や欧米ではAtari Lynx、ゲームボーイ、ゲームギアなどの携帯用ゲーム機にも移植された。
アーケード版はPlayStation 2用ソフト『ゲーセンUSA ミッドウェイアーケードトレジャーズ』（2003年）に収録された他、北米のみで発売されたXbox、ゲームキューブ、Windows用ソフト『Midway Arcade Treasures』（2003年）に収録された。
PCエンジン版はゲーム誌『ファミコン通信』の「クロスレビュー」において、シルバー殿堂入りを獲得した。

## ゲーム内容

### ルール
画面奥からタイルがレーンの上をこちらに向かって転がってくるので、これをパドルで受け止めて、画面下のフィールド（5×5）へ落として積み上げる。フィールド内で同じ色のタイルが縦・横・斜めのいずれかに3つ以上揃える（これをクラックスと呼ぶ）とタイルは消える。これを繰り返して、ステージごとに設定されたクリア条件（パネルを特定の回数消す、斜め消しを行う、など）を満たすと次のステージに進める。タイルをパドルで3回受け損ねるとゲームオーバーとなる（ただし、後述する難易度選択によって、受け損ねる数が変化する）。
- パドルで受け止めたタイルはフィールドへ落とさずに、しばらくパドルに乗せたままにしておくことができる。ただし、パドルに5枚タイルが乗った状態では、それ以上タイルを受け止めることができない。
- 方向ボタンを上に押すと、パドルに乗っているタイルを上へ投げて、レーンの上に返すことができる。
- 方向ボタンを下に押すと、押している間、タイルの転がってくる速度が速くなる。

### ウェーブ構成
プレーヤーは、最初に3つの難易度より一つを選択する。難易度によって、パドルを受け損ねられる数が異なり、難易度高は5つ、難易度中は4つ、難易度低が3つとなる。
一つの難易度には、5つのステージがある。なおクラックスでは、ひとつの面をステージではなく、「ウェーブ」と呼び、ウェーブの始めにクリア条件を提示する。
- クラックスウェーブ　3個並びのクラックスを規定数作る。
- ダイアゴナルウェーブ　斜めのクラックスを規定数作る。
- ホリゾンタルウェーブ　横のクラックスを規定数作る。
- ポイントウェーブ　規定の得点をクリアする。
- タイルウェーブ　パドルに規定数のタイルを受ける。

5つのウェーブをクリアすると、さらに次の難易度を選択することができる。

## 移植版
| No. | タイトル                                                               | 発売日                       | 対応機種                                                                  | 開発元                 | 発売元                        | メディア                              | 型式                      | 売上本数 | 備考 |
| --- | ---------------------------------------------------------------------- | ---------------------------- | ------------------------------------------------------------------------- | ---------------------- | ----------------------------- | ------------------------------------- | ------------------------- | -------- | --- |
| 1   | KLAX                                                                   | 1990年                       | Amiga Amstrad CPC Atari ST BBC Micro コモドール64 PC/AT互換機 ZX Spectrum | テンゲン               | Domark Software               | フロッピーディスク カセットテープ     | -                         | -        | 北米ではAmiga、PC/AT互換機版のみ発売。                                                                    |
| 2   | KLAX                                                                   | 1990年                       | Atari 2600                                                                | アタリ                 | アタリ                        | ロムカセット                          | -                         | -        | |
| 3   | クラックス                                                             | 1990年8月10日 1990年         | PCエンジン                                                                | テンゲン               | テンゲン                      | 2メガビットHuCARD                     | TG90001 TTGX20001         | -        | 日本版と北米版の販売元が同じであり、HE-SYSTEMのタイトルでは極稀な事例。                                   |
| 4   | クラックス                                                             | 1990年9月7日                 | メガドライブ                                                              | ナムコ                 | ナムコ                        | 2メガビットロムカセット               | T-14063                   | -        | |
| 5   | KLAX                                                                   | 1990年                       | Atari Lynx                                                                | アタリ                 | アタリ                        | ロムカセット                          | PA2031                    | -        | |
| 6   | KLAX                                                                   | 1990年                       | MSX                                                                       | Erbe Software          | Erbe Software                 | ロムカセット                          | -                         | -        | |
| 7   | クラックス                                                             | 1990年12月14日               | ファミリーコンピュータ                                                    | テンゲン               | ハドソン                      | FC:2メガビットロムカセット            | FC:HFC-V6                 | -        | |
| 7   | クラックス                                                             | 1990年12月14日               | ゲームボーイ PC-8801 PC-9801 X68000                                       | ハドソン               | ハドソン                      | GB:ロムカセット PC:フロッピーディスク | GB:DMG-KLA                | -        | 日本でハドソンから発売されたゲームボーイ版は、海外でmindscape社から発売されたものとは別に開発された作品。 |
| 8   | KLAX                                                                   | 1991年 1991年11月            | セガ・ジェネシス メガドライブ                                             | テンゲン               | テンゲン                      | 2メガビットロムカセット               | 301040-0150 301040-0170   | -        | 日本のメガドライブでナムコから発売されたもの(T-14063)とは別に開発された作品。                             |
| 9   | KLAX                                                                   | 1991年11月                   | セガ・マスターシステム                                                    | アタリ                 | テンゲン                      | 1メガビットロムカセット               | 301040-0160               | -        | |
| 10  | KLAX                                                                   | 1992年 1992年10月            | ゲームギア                                                                | アタリ                 | テンゲン                      | 1メガビットロムカセット               | 301040-0161 T-48048-50    | -        | |
| 11  | KLAX                                                                   | 1992年                       | Atari 7800                                                                | アタリ                 | アタリ                        | ロムカセット                          | CX7888                    | -        | |
| 12  | KLAX                                                                   | 1999年4月                    | ゲームボーイカラー                                                        | テンゲン               | ミッドウェイゲームズ          | ロムカセット                          | CGB-ALXE-USA CGB-ALXP-EUR | -        | |
| 13  | Midway Arcade Treasures ゲーセンUSA ミッドウェイアーケードトレジャーズ | 2003年11月18日 2006年9月21日 | PlayStation 2                                                             | Digital Eclipse        | ミッドウェイゲームズ サクセス | DVD-ROM                               | CGB-ALXE-USA CGB-ALXP-EUR | -        | アーケード版の移植                                                                                        |
| 14  | Midway Arcade Treasures                                                | 2003年11月24日               | Xbox                                                                      | Digital Eclipse        | ミッドウェイゲームズ          | DVD-ROM                               | -                         | -        | アーケード版の移植                                                                                        |
| 15  | Midway Arcade Treasures                                                | 2003年12月18日               | ゲームキューブ                                                            | Digital Eclipse        | ミッドウェイゲームズ          | 8cm光ディスク                         | -                         | -        | アーケード版の移植                                                                                        |
| 16  | Midway Arcade Treasures                                                | 2004年8月27日                | Windows                                                                   | Backbone Entertainment | ZOO Digital Publishing        | DVD-ROM                               | -                         | -        | アーケード版の移植                                                                                        |

## スタッフ
- デザイナー、アニメーター、プロジェクトリーダー：マーク・スティーブン・ピアス
- ソフトウェア・デザイン、プログラミング：デヴィッド・エーカース
- ハードウェア・デザイン、インプリメンテーション：パトリック・マッカーシー、ティム・ハバースティー
- システム・ソフトウェア：ジョン・サーウィッツ
- オーディオ：ブラッド・フラー
- テクニシャン：ファロック・コダダディ
- マーケティング・マネージャー：ジェリー・モモダ
- チーム・スーパーバイザー：ジョン・レイ

## 評価
PCエンジン版
ゲーム誌『ファミコン通信』のクロスレビューでは合計30点（満40点）でシルバー殿堂を獲得、『月刊PCエンジン』では80・85・80・85・85の平均83点、『PC Engine FAN』の読者投票による「ゲーム通信簿」での評価は以下の通りとなっており、21.75点（満30点）となっている。また、この得点はPCエンジン全ソフトの中で184位（485本中、1993年時点）となっている。
| 項目 | キャラクタ | 音楽 | 操作性 | 熱中度 | お買得度 | オリジナリティ | 総合  |
| 得点 | 3.17       | 3.51 | 3.81   | 3.88   | 3.60     | 3.77           | 21.75 |

メガドライブ版
ゲーム誌『ファミコン通信』のクロスレビューでは合計25点（満40点）、「メガドライブFAN」の読者投票による「ゲーム通信簿」での評価は以下の通りとなっており、16.97点（満30点）となっている。
| 項目 | キャラクタ | 音楽 | 操作性 | 熱中度 | お買得度 | オリジナリティ | 総合  |
| 得点 | 2.57       | 2.45 | 2.93   | 3.24   | 2.71     | 3.07           | 16.97 |

ファミリーコンピュータ版
ゲーム誌「ファミコン通信」の「クロスレビュー」では合計27点（満40点）、「ファミリーコンピュータMagazine」の読者投票による「ゲーム通信簿」での評価は以下の通りとなっており、18.1点（満30点）となっている。
| 項目 | キャラクタ | 音楽 | お買得度 | 操作性 | 熱中度 | オリジナリティ | 総合 |
| 得点 | 3.0        | 3.2  | 2.9      | 3.0    | 3.1    | 3.0            | 18.1 |

ゲームボーイ版
ゲーム誌「ファミコン通信」の「クロスレビュー」では合計20点（満40点）、「ファミリーコンピュータMagazine」の読者投票による「ゲーム通信簿」での評価は以下の通りとなっており、17.9点（30点満点）となっている。
| 項目 | キャラクタ | 音楽 | お買得度 | 操作性 | 熱中度 | オリジナリティ | 総合 |
| 得点 | 2.8        | 2.8  | 3.1      | 3.2    | 3.3    | 2.8            | 17.9 |